# Bunt w Kautokeino
Bunt w Guovdageaidnu, znany również jako powstanie w Kautokeino – bunt w mieście Kautokeino w północnej Norwegii w roku 1852, zainicjowany przez grupę Samów atakiem na przedstawicieli władz norweskich.  Powstańcy zabili miejscowego kupca i lokalnego urzędnika rządowego, pobili ich służących oraz miejscowego pastora, po czym spalili dom kupca. Sami powstańcy zostali zaatakowani przez innych Samów. Zginęło wówczas dwóch rebeliantów.
Dwóch liderów powstania, Mons Somby i Aslak Hætta, zostało skazanych na ścięcie. Wyrok wykonano. Ówczesne wydarzenia w Kautokeino były bezprecedensowe. Nigdy wcześniej konflikty pomiędzy Samami a rządem norweskim nie miały tak gwałtownego przebiegu i nikt nigdy wcześniej nie stracił życia wskutek tych konfliktów. Po tych wydarzeniach nastąpił czas większej akceptacji oraz asymilacji Samów w Norwegii.
Na kanwie tych zdarzeń reżyser Nils Gaup stworzył film Kautokeino-opprøret. Film miał swoją premierę w kinach 18 stycznia 2008 roku.